# Rudy Pérez
Rudy Amado Pérez (Pinar del Río; 14 de mayo de 1958)es un músico, compositor, productor, arreglista, ingeniero de sonido, director musical, cantante, empresario y filántropo cubano-estadounidense.
Durante los últimos 30 años, ha producido más de 70 álbumes, compuesto más de mil canciones, de las cuales 300 han llegado a los «diez primeros» de las tablas. Pérez ha compuesto y producido música para artistas como Beyoncé, Fernando Allende, Christina Aguilera, José Feliciano, Julio Iglesias, Claudia de Colombia, Luis Miguel, Raúl di Blasio, Jaci Velásquez, Cristian Castro, Michael Bolton, Grupo Bronco, Alejandro Sanz, Luis Fonsi, Marc Anthony, Jennifer López, y Jon Secada. Es el primer productor latino en ser reconocido por Billboard como productor del año por cuatro años consecutivos.

## Primeros años

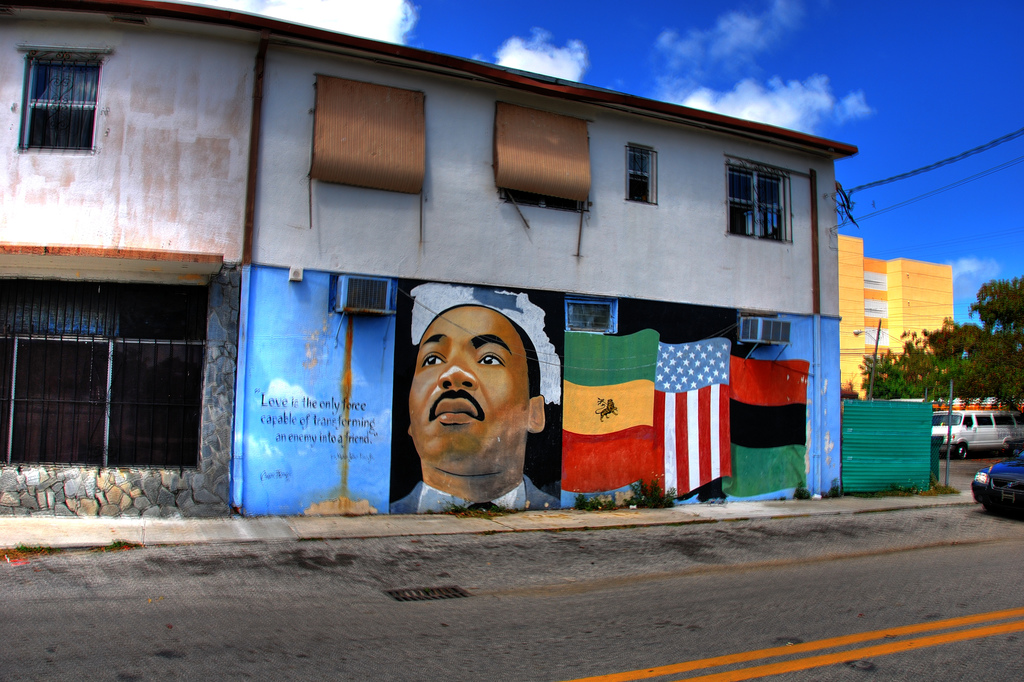
Liberty City fue el barrio afroestadounidense donde Pérez fue criado desde los 9 años.

Rudy Pérez nació en 14 de mayo de 1958 de padres bautistas (su abuelo había sido ministro de esa iglesia).
Su madre se llamaba Elsa Pérez.
Su padre, Rudy Amado, era teniente en la Armada cubana en la época del dictador Fulgencio Batista, y fue preso luego de la Revolución cubana de enero de 1957.
El niño Rudy Pérez descubrió su interés por la música en su infancia. Podía cantar perfectamente afinado con cualquier canción, y utilizaba cualquier objeto como instrumento. Pero fue cuando escuchó la música de Frederic Chopin que decidió convertirse en músico y comenzó a estudiar piano.
Cuando Rudy Pérez tenía nueve años, su familia emigró desde Pinar del Río (Cuba) a Miami (Estados Unidos).

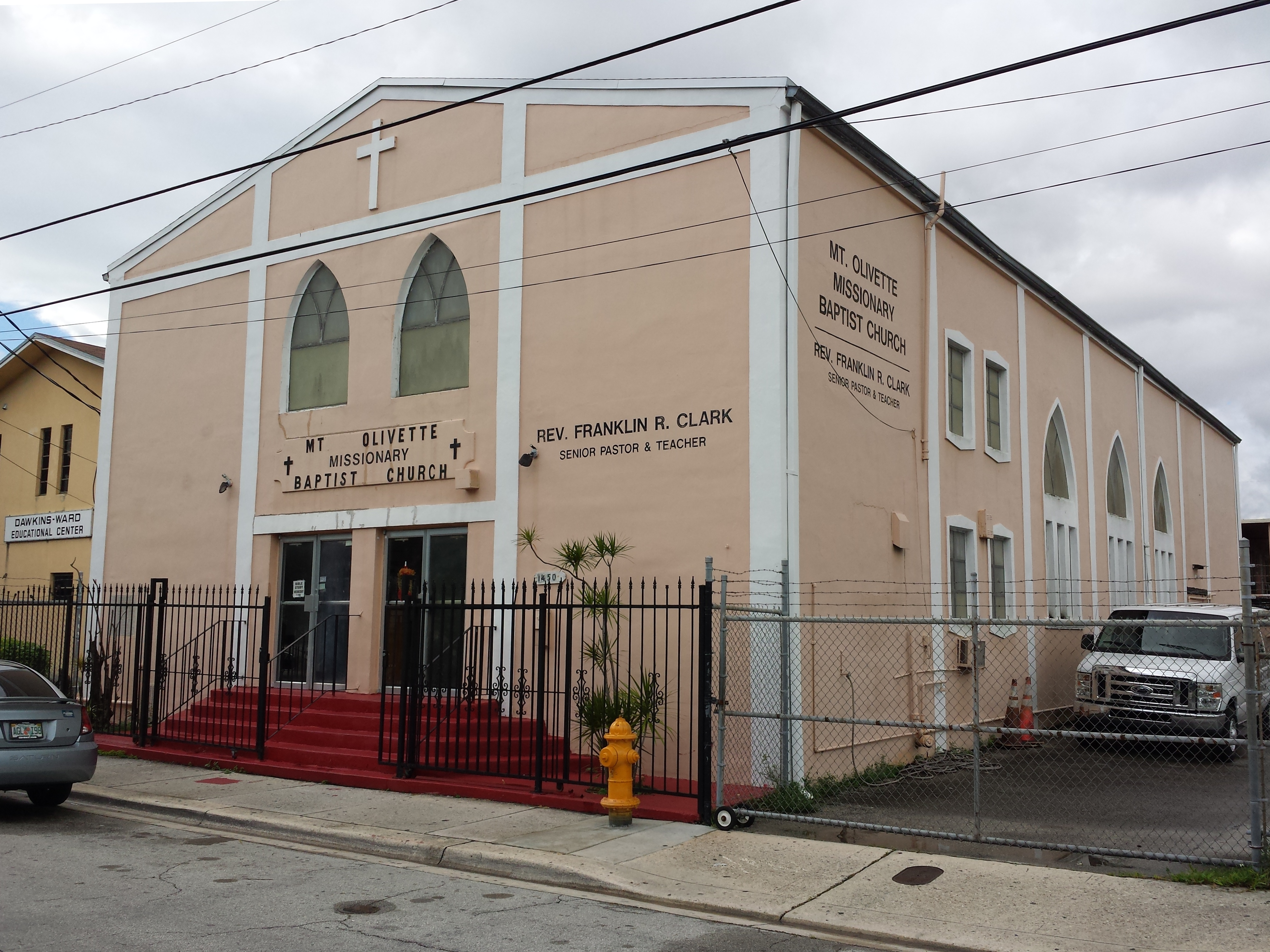
Pérez aprendió a cantar y tocar instrumentos en la iglesia bautista.

Pérez comenzó a tocar instrumentos y cantar en la iglesia bautista de Miami, Florida, el mismo año en que llegó a esa ciudad. Además recibió la influencia de la comunidad afroamericana, que lo introdujo a rhythm and blues y a la música gospel.
Él quería comprarse una guitarra eléctrica, pero como sus padres no podían pagarla, a los 12 años Pérez encontró trabajo en una compañía que fabricaba alambre de púas y que utilizaba trabajo infantil. Cuando finalmente pudo comprar su guitarra, no pudo tocarla durante tres meses debido al daño que sus dedos habían sufrido en la fábrica.

## Pearly Queen
Rudy Pérez abandonó sus estudios para unirse a varias bandas de rock en su vecindario, hasta que fue invitado a formar parte de la banda Pearly Queen (una banda de covers de éxitos que alcanzó popularidad en Miami en 1973) cuando tenía 15 años. El grupo firmó contrato para tocar en los clubes Big Daddy Flanigan en Estados Unidos y Canadá (en 90 locales), y tocaban 5 sets cada noche, 5 o 6 noches a la semana. Esa época introdujo a Rudy en la producción musical, ya que era él era responsable de los arreglos de las versiones que la banda tocaba. Rudy permaneció en la banda por cinco años hasta que renunció para producir y escribir para artistas locales en Miami.

## Carrera como compositor

### Miami Sound Studios y comienzos como compositor
Más adelante, comenzó a trabajar como asistente en Miami Sound Studios, con Carlos Granado, realizando tareas como limpiar el estudio o buscar comida para quienes trabajaban allí. Pérez literalmente vivió en el estudio durante dos años, mientras atravesaba un divorcio, y fue durante este tiempo que comenzó a aprender ingeniería de sonido. En 1983 comenzó a trabajar como pasante en Climax Studios de Pablo Cano, en North Miami, donde también se le permitió vivir por un año y medio. Continuó arreglando detalles de álbumes y canciones que otros artistas grababan allí, incluyendo a los propios hijos de Cano, a quienes grabó para aprender y practicar.
De acuerdo con el propio Pérez, fue descubierto por la sobrina de Pablo Cano cuando lo escuchó cantar una composición propia. Ella le mostró la balada a Cano, quien decidió contratarlo con «un buen sueldo» para realizar un álbum con él. Durante este tiempo comenzó a trabajar con otros artistas que conoció en el estudio, tales como Roberto Carlos y Gloria Estefan, y continuó estudiando música Después, Pérez lanzó el álbum ¿Qué voy a hacer sin ti?. José Menéndez, quien trabajaba en RCA Records, escuchó el trabajo y decidió contratarlo.
En este momento se convirtió en productor. Semanas más tarde, mientras estaba en una gira promocional por Puerto Rico con Pablo Cano, conoció a José Feliciano, quién escuchó su versión de «¿Qué voy a hacer sin ti?» y le pidió producir su próximo álbum. Pérez produjo la mayoría de las canciones del álbum de Feliciano, Ya soy tuyo, el cual alcanzó el número 1 con la canción «Me has echado al olvido». El álbum recibió además dos nominaciones a los Grammy de 1985 por Productor y Canción del Año (por «Ella») y marcó el regreso de Feliciano a la élite de la música latina, convirtiendo a Rudy Pérez en un solicitado productor y compositor.

### Carrera como compositor desde 1986

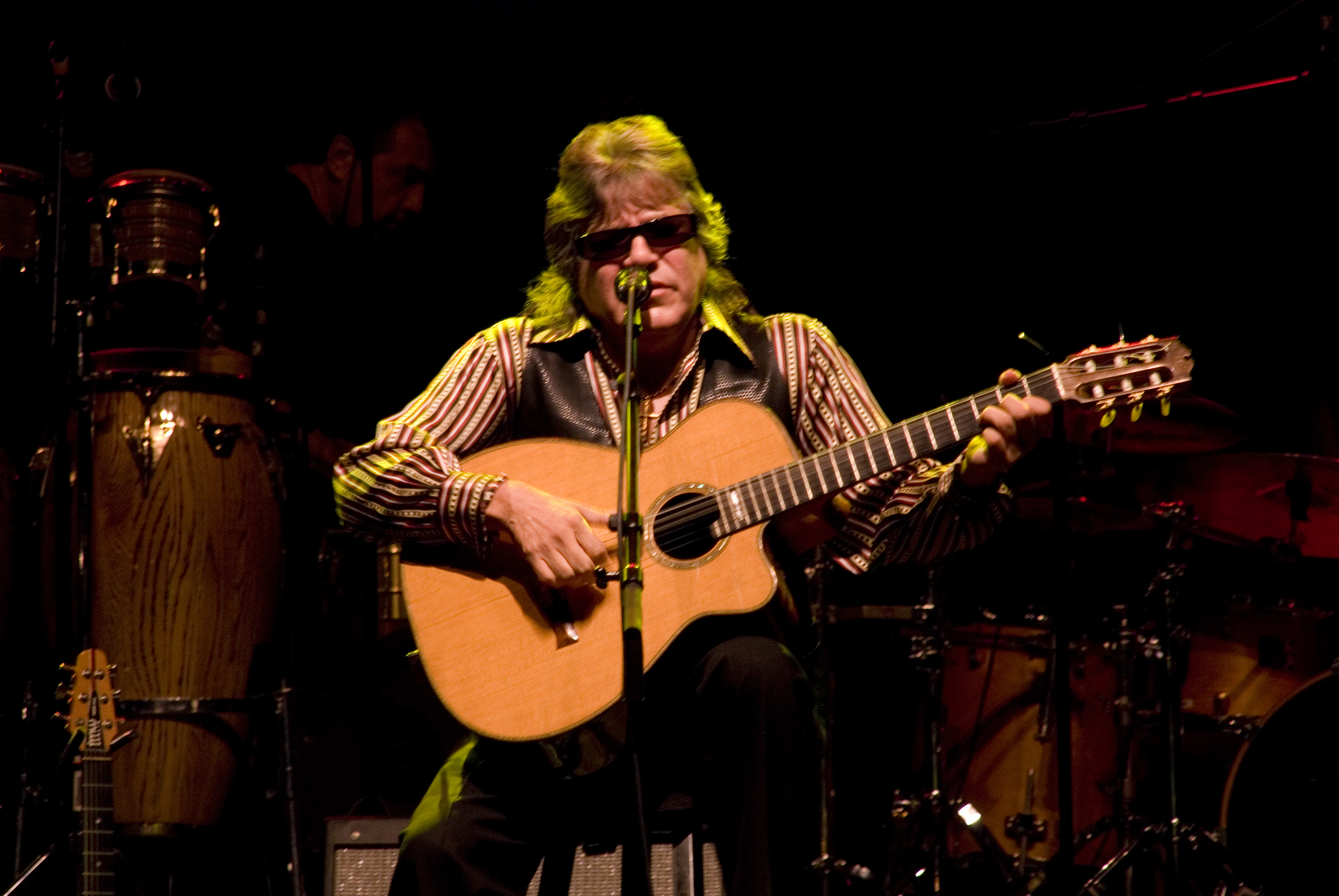
José Feliciano fue el primer cantante que produjo Rudy Pérez.

En 1986, Pérez ganó un Grammy como productor en la categoría "mejor performance de pop latino, por la canción «Ya soy tuyo» de José Feliciano, y fue nombrado "Productor del Año" por primera vez por la revista Billboard. En 1993 lanzó al mercado su segundo álbum, Rudy. Ese mismo año, la empresa discográfica EMI lo contrató para trabajar en la producción del álbum Aries, de Luis Miguel, lo cual implicaba firmar un contrato de exclusividad que le impedía producir para otros hasta 1997. Al año siguiente ganó otro Grammy como productor y compositor del álbum de Luis Miguel.
En 1997, luego de la finalización de su contrato con EMI, Pérez compuso y produjo el álbum del cantante mexicano Cristian Castro, Lo mejor de mí. El álbum incluyó el sencillo homónimo, que permaneció en los rankings durante 90 semanas, «Después de ti, ¿qué?», y «Si tú me amaras». El álbum alcanzó el número 1 en la lista Hot Latin Tracks, y recibió una nominación como Mejor Álbum de Pop Latino en 1998. «Después de ti, ¿qué?» fue una canción que dedicó a su difunta madre, y el tema fue un gran éxito del cual se filmó un videoclip en el cual aparecía Rudy Pérez con Cristian Castro y Raúl di Blasio. El álbum de Castro, junto con «De Hoy En Delante» de Millie, y «Una voz en el alma», también compuesto por Rudy Pérez, le valieron premios ASCAP en 2000.
En 1997, el trabajo de Pérez con Ricky Martin también llegó al número 1 de Hot Latin Tracks de Billboard. En 1999 obtuvo un premio Ace al álbum del año por Señor bolero, de José Feliciano. El álbum de Jaci Velasquez, Llegar a ti, también de su producción, incluyó la balada «Sólo tú», la cual llegó al top 10 del Latin Chart de Billboard. Este año obtuvo un nuevo galardón de ASCAP como compositor del año.
En 2000, Rudy Pérez produjo el álbum de Luis Fonsi, Eterno, y compuso 7 de las 13 canciones del álbum, incluyendo el éxito Imagíname sin ti, y su versión en inglés. En ese mismo año produjo el álbum en español de Christina Aguilera, Mi reflejo, el cual se convirtió en uno de los álbumes de habla hispana más exitosos del mundo, vendiendo un millón de copias en Estados Unidos y otras 2,5 millones en el resto del mundo. El álbum ganó el Grammy Latino 2001 al mejor álbum de pop por una artista femenina. El éxito de este álbum y el Grammy le permitieron trabajar produciendo y componiendo canciones en español para artistas anglosajones como Michael Bolton y Westlife.
En 2002, su trabajo como productor para Jaci Velasquez le valió a la canción «Imagine me without you» una nominación a los premios CMA como mejor canción del año. Pérez también escribió la canción «I wanna hear you say it» para Michael Bolton. También trabajó en canciones en inglés para Charlie Williams («If you should leave me») y Julia Kova («Don’t go for anything but love»). El éxito de sus canciones se hace evidente cuando tantas de ellas llegan a lo más alto de las listas. En 2002, la canción que produjo para Pilar Montenegro, «Quítame ese hombre», alcanzó el número 1, donde permaneció durante 13 semanas consecutivas. También fue el caso de la canción que produjo en 2002 para Jennifer Peña, «El dolor de tu presencia», permaneció en el número 1 durante nueve semanas.
En 2002, Rudy Pérez también trabajó en el álbum de Jordi, Tú no sospechas, para el cual compuso 11 canciones, entre ellas, el sencillo que da nombre al álbum. En 2004, Rudy Pérez creó su propio sello, Rudy Pérez Enterprises (RPE). En 2005 fue nombrado «productor/compositor latino del año». Además compuso todas las canciones del álbum de Il Divo, y produjo el álbum en español de Beyoncé, Irreplaceable.
En setiembre de 2009 lanzó Bullseye Productions, su segunda empresa discográfica.
En enero de 2010 recibió el premio Productor de la Década de manos de la revista Billboard.
En 2012 Pérez lanzó Lo mejor de mí, una compilación con muchas de las canciones que escribió para otros cantantes, interpretadas por él. También produjo el primer álbum en español de la cantante Natalie Cole, Natalie Cole en español.
Rudy Pérez y Desmond Child fundaron el Salón de la Fama de Compositores Latinos, el cual se inauguró en octubre de 2012 en Miami Beach, para honrar a los artistas latinos más importantes con 20 o más años de trayectoria.
Actualmente Pérez se encuentra trabajando en un libro con cientos de historias de artistas con los que ha trabajado.

## En otros medios
Rudy Pérez también ha producido y musicalizado numerosas bandas sonoras para Televisión y cine, además de trabajar con compañías de publicidad, produciendo música para sus anuncios. Fue contratado por AT&T para componer y producir la música de sus campañas “True Voice” y “Leadership”, interpretadas por el cantante cubano Jon Secada. Pérez también compuso el tema original de Univisión en 1995, el cual se utiliza hasta el día de hoy. Compuso también la canción “Come As You Are” para el especial de San Valentín de Beverly Hills, 90210. En 1992 fue contratado por Disney para la preproducción de la canción Colors of the Wind, para el film animado, Pocahontas. Escribió además la canción oficial de la cobertura olímpica de Telemundo en inglés y español, la cual fue interpretada por Michelangelo Rodríguez, así como la canción “Vamos Al Mundial” para el mundial 2002, cantada por Jennifer Peña.
En 2007 produjo la canción “Amor Gitano” para la telenovela El Zorro: la espada y la rosa, la cual fue grabada como dueto por Alejandro Fernández y Beyoncé.

## Vida personal
Rudy Pérez tiene una hija de su primer matrimonio y cuatro hijos de su segunda esposa Betsy.

## Actividades filantrópicas
En 2003, Pérez lanzó un programa de becas de la Fundación ASCAP, que permite a compositores hispanos con gran talento estudiar en prestigiosas escuelas de música en todo el mundo que incluyen Julliard School of Music en New York, el Conservatorio Nacional de Música de Puerto Rico, y el Colegio de Arte y Música de la Universidad de Texas.
En 2012, Pérez, David Frangioni, Mark Hudson y Jon Secada desarrollaron un programa de educación llamado IDA (Inspirar y Desarrollar Artistas) con el fin de guiar a músicos con talento para que puedan desarrollar su máximo potencial.

## Discografía (como solista)
- 1984: Qué voy a hacer sin ti.
- 1993: Rudy.
- 2012: Lo mejor de mí.

## Premios

### American Society of Composers, Authors and Publishers Awards
Pérez ha ganado los siguientes premios ASCAP.
| 1994 | "Ayer"                                         | Pop Songs               | Ganador |
| 1995 | "Tu y Yo"                                      | Pop Songs               | Ganador |
| 1995 | "Vivir lo Nuestro"                             | Tropical Songs          | Ganador |
| 1996 | "Se Mi Sigue Olvidando"                        | Tropical Songs          | Ganador |
| 1998 | "Lo Mejor de Mí"                               | Pop Songs               | Ganador |
| 1999 | "Lo Mejor de Mí"                               | Pop Songs               | Ganador |
| 1999 | "El Amor Nunca Pregunta"                       | Tropical Songs          | Ganador |
| 1999 | Himself                                        | Songwriter of the Year  | Ganador |
| 2000 | Himself                                        | Songwriter of the Year  | Ganador |
| 2000 | "Una Voz en el Alma"                           | Pop Songs               | Ganador |
| 2000 | "De Hoy en Adelante"                           | Pop Songs               | Ganador |
| 2000 | "Después de ti... ¿qué?"                       | Pop Songs               | Ganador |
| 2001 | «Qué voy a hacer sin ti»                       | Regional Mexican Songs  | Ganador |
| 2001 | «Imagíname sin ti» («Imagine me without you»). | Pop/Balada Songs        | Ganador |
| 2001 | «Solo tú»                                      | Pop/Balada Songs        | Ganador |
| 2002 | «Cómo se cura una herida»                      | Pop/Balada Songs        | Ganador |
| 2003 | «El dolor de tu presencia»                     | Pop/Balada Songs        | Ganador |
| 2003 | «Hay otra en tu lugar»                         | Pop/Balada Songs        | Ganador |
| 2003 | «Quisiera poder olvidarme de ti»               | Pop/Balada Songs        | Ganador |
| 2004 | Himself                                        | Songwriters of the Year | Ganador |
| 2004 | «Si no estás»                                  | Pop/Balada Songs        | Ganador |
| 2005 | Himself                                        | Songwriter of the Year  | Ganador |
| 2005 | «Te llamé»                                     | Pop/Balada Songs        | Ganador |
| 2005 | «Vivo y muero en tu piel»                      | Pop/Balada Songs        | Ganador |
| 2011 | «Amor, quédate»                                | Pop/Ballad Songs        | Ganador |
| 2012 | «Mi corazón insiste»                           | Pop Songs               | Ganador |